# El poncho del olvido
El poncho del olvido es una película muda argentina en blanco y negro de 1929 escrita y dirigida por el peruano Ricardo Villarán, y protagonizada por Felipe Farah, Mary Clay y José Plá. Estuvo basado en un tango compuesto por Enrique Maroni y Adolfo Rafael Avilés de 1924 del mismo nombre que se grabó bajo el sello RCA Víctor, y que en 1926 fue llevado al teatro por Rogelio Giudice.

## Sinapsis
El poncho del olvido es una leyenda gauchesca estrenada en septiembre de 1929 producido por Cinematografía Culell. No era una típica historia de una inocente muchacha del vecindario que termina como prostituta en un cabaret de la ciudad de buenos aires, sino más bien una joven que abandona su hogar y al hombre al que ama por no ser capaz de resistir a la pobreza en la que estaban sumergidos, resultado de un repentina perdida de fortuna que condena su  miseria. La heroína descubre entonces, en el centro de los cabarets, las amarguras y el real contraste entre las mujeres del placer que buscan un falso futuro, y aquellos que toman decisiones difíciles con el fin de tener una vida en común con los que aman.
Una de las escenas más recordadas del filme es cuando el gaucho, abandonado por su mujer, mira con nostalgia una serie de objetos que fueron de ambos y los cubre bruscamente con su poncho con el fin de matar los recuerdos. Aquí se introduce un truco de superposición y las cosas tenaces, volvían a aparecer en la mente alucinada del paisano.
La letra del tango El poncho del olvido en la que estuvo basado el film decía lo siguiente:

Tango brujo, por tu culpa,

Ando en el mundo sin nido

Y con un poncho de olvido

Quiero tapar mi dolor.

Te has ensañado con mi suerte

Y todo el mal que me hiciste

Ha puesto en mi vida triste

No se que extraña emoción

Cuantas veces en mis horas,

De honda melancolía

Si tu música venía

Mis recuerdos a turbar,

Amargamente evocaba,

El pasado sin belleza

Y en brazos de la tristeza

Real por no llorar.

A qué se hicieron los recuerdos?

Adonde fueron mis pasiones?

Pobrecitas ilusiones

Que en la vida acaricie,

Y que hoy tan solo tiene,

Ocultas como la rosa,

Una espina venenosa

Que está clavada en mi fe.

Tango malo y traicionero,

Pañuelito del suburbio

Que seca en el barrio turbio

Muchas lagrimas de amor.

A yo no se como te quiero,

Si tan desahuciado has sido,

Que solo un poncho de olvido
Podrá¡ tapar mi dolor!

## Elenco
- Felipe Farah
- Mary Clay
- José Plá
- Carlos Dux
- Ángel Boyano